# När allt omkring mig vilar
När allt omkring mig vilar är en aftonpsalm i fyra verser av Frans Michael Franzén, först publicerad i Stockholms Posten 1818. Texten har tydlig släktskap med Paul Gerhardts "Nu vilar hela jorden" till vars melodi den också sjunges. Melodin är komponerad av kapellmästare Heinrich Isaac, omkring 1475.
Psalmen inleds 1819 med orden:
När allt omkring mig vilar
Till dig min ande ilar,
|  |
|  |

## Publicerad i
- 1819 års psalmbok som nr 433 under rubriken "Aftonpsalmer"
- Sionstoner 1935 som nr 744 under rubriken "Morgon och afton"
- 1937 års psalmbok som nr 433 under rubriken "Afton"
- Den svenska psalmboken 1986 som nr 505 under rubriken "Kväll"